# Lista över fornlämningar i Falköpings kommun (Vårkumla)
Lista över fornlämningar i Falköpings kommun (Vårkumla) är en förteckning av ett urval av de fornlämningar som finns i Vårkumla i Falköpings kommun.
| Namn                     | Lämningstyp    | Tillkomsttid | Historisk indelning     | Plats       | Läge                 | ID-nr          | Bild                                      |
| ------------------------ | -------------- | ------------ | ----------------------- | ----------- | -------------------- | -------------- | ----------------------------------------- |
| Vårkumla 1:1             | Runristning    |              | Vårkumla, Västergötland |             | 58.073271, 13.559453 | 10209300010001 | Ladda upp en bild av detta fornminne      |
| Vårkumla 2:1             | Hög            |              | Vårkumla, Västergötland |             | 58.073272, 13.558812 | 10209300020001 | Ladda upp en bild av detta fornminne      |
| Vårkumla 2:2             | Stenkrets      |              | Vårkumla, Västergötland |             | 58.073232, 13.558462 | 10209300020002 | Ladda upp en bild av detta fornminne      |
| Vårkumla 3:1             | Hög            |              | Vårkumla, Västergötland |             | 58.072369, 13.555609 | 10209300030001 | Ladda upp en bild av detta fornminne      |
| Vårkumla 4:1             | Stenkrets      |              | Vårkumla, Västergötland |             | 58.072214, 13.559354 | 10209300040001 | Ladda upp en bild av detta fornminne      |
| Vårkumla 5:1             | Hällristning   |              | Vårkumla, Västergötland |             | 58.071425, 13.556595 | 10209300050001 | Ladda upp en bild av detta fornminne      |
| Vårkumla 6:1             | Hög            |              | Vårkumla, Västergötland |             | 58.070165, 13.555899 | 10209300060001 | Ladda upp en bild av detta fornminne      |
| Vårkumla 7:1             | Gravfält       |              | Vårkumla, Västergötland |             | 58.070017, 13.594217 | 10209300070001 | Ladda upp en bild av detta fornminne      |
| Vårkumla 8:1             | Hög            |              | Vårkumla, Västergötland |             | 58.074222, 13.610176 | 10209300080001 | Ladda upp en bild av detta fornminne      |
| Vårkumla 8:2             | Stensättning   |              | Vårkumla, Västergötland |             | 58.074244, 13.610589 | 10209300080002 | Ladda upp en bild av detta fornminne      |
| Vårkumla 8:3             | Stensättning   |              | Vårkumla, Västergötland |             | 58.074225, 13.609773 | 10209300080003 | Ladda upp en bild av detta fornminne      |
| Vårkumla 9:1             | Röse           |              | Vårkumla, Västergötland |             | 58.074035, 13.614037 | 10209300090001 | Ladda upp en bild av detta fornminne      |
| Vårkumla 10:1            | Stenkammargrav |              | Vårkumla, Västergötland |             | 58.079206, 13.615142 | 10209300100001 | Ladda upp en bild av detta fornminne      |
| Vårkumla 11:1            | Stensättning   |              | Vårkumla, Västergötland |             | 58.075408, 13.564595 | 10209300110001 | Ladda upp en bild av detta fornminne      |
| Vårkumla 12:1            | Hög            |              | Vårkumla, Västergötland |             | 58.075496, 13.567441 | 10209300120001 | Ladda upp en bild av detta fornminne      |
| Vårkumla 12:2            | Hög            |              | Vårkumla, Västergötland |             | 58.075498, 13.567695 | 10209300120002 | Ladda upp en bild av detta fornminne      |
| Vårkumla 14:1            | Stenkammargrav |              | Vårkumla, Västergötland |             | 58.082430, 13.587642 | 10209300140001 | Ladda upp en till bild av detta fornminne |
| Vårkumla 14:2            | Stenkammargrav |              | Vårkumla, Västergötland | Hallabacken | 58.082552, 13.587947 | 10209300140002 | Ladda upp en till bild av detta fornminne |
| Vårkumla 16:1            | Stenkammargrav |              | Vårkumla, Västergötland |             | 58.083151, 13.599376 | 10209300160001 | Ladda upp en bild av detta fornminne      |
| Vårkumla 17:1            | Stenkammargrav |              | Vårkumla, Västergötland |             | 58.081474, 13.598083 | 10209300170001 | Ladda upp en bild av detta fornminne      |
| Vårkumla 18:1            | Gravfält       |              | Vårkumla, Västergötland |             | 58.082951, 13.598607 | 10209300180001 | Ladda upp en bild av detta fornminne      |
| Vårkumla 20:1            | Stenkammargrav |              | Vårkumla, Västergötland |             | 58.084536, 13.608651 | 10209300200001 | Ladda upp en bild av detta fornminne      |
| Vårkumla 21:1            | Stensättning   |              | Vårkumla, Västergötland |             | 58.082702, 13.619919 | 10209300210001 | Ladda upp en bild av detta fornminne      |
| Vårkumla 23:1            | Stensättning   |              | Vårkumla, Västergötland |             | 58.083575, 13.624282 | 10209300230001 | Ladda upp en bild av detta fornminne      |
| Vårkumla 23:2            | Stensättning   |              | Vårkumla, Västergötland |             | 58.083382, 13.624262 | 10209300230002 | Ladda upp en bild av detta fornminne      |
| Vårkumla 25:1            | Hällristning   |              | Vårkumla, Västergötland |             | 58.089924, 13.585368 | 10209300250001 | Ladda upp en bild av detta fornminne      |
| Vårkumla 26:1            | Stenkammargrav |              | Vårkumla, Västergötland |             | 58.093014, 13.579165 | 10209300260001 | Ladda upp en bild av detta fornminne      |
| Vårkumla 27:1            | Stensättning   |              | Vårkumla, Västergötland |             | 58.089696, 13.578910 | 10209300270001 | Ladda upp en bild av detta fornminne      |
| Vårkumla 28:1            | Stensättning   |              | Vårkumla, Västergötland |             | 58.090184, 13.574926 | 10209300280001 | Ladda upp en bild av detta fornminne      |
| Vårkumla 29:1            | Stenkammargrav |              | Vårkumla, Västergötland |             | 58.087883, 13.558986 | 10209300290001 | Ladda upp en bild av detta fornminne      |
| Kyrkerör (Vårkumla 31:1) | Stensättning   |              | Vårkumla, Västergötland |             | 58.077633, 13.601235 | 10209300310001 | Ladda upp en bild av detta fornminne      |
| Vårkumla 32:1            | Röse           |              | Vårkumla, Västergötland |             | 58.076329, 13.602907 | 10209300320001 | Ladda upp en bild av detta fornminne      |
| Vårkumla 33:1            | Stensättning   |              | Vårkumla, Västergötland |             | 58.086769, 13.586460 | 10209300330001 | Ladda upp en bild av detta fornminne      |
| Vårkumla 35:1            | Röse           |              | Vårkumla, Västergötland |             | 58.080693, 13.611685 | 10209300350001 | Ladda upp en bild av detta fornminne      |
| Vårkumla 35:2            | Stensättning   |              | Vårkumla, Västergötland |             | 58.080507, 13.611342 | 10209300350002 | Ladda upp en bild av detta fornminne      |
| Vårkumla 35:4            | Stensättning   |              | Vårkumla, Västergötland |             | 58.080338, 13.612948 | 10209300350004 | Ladda upp en bild av detta fornminne      |
| Vårkumla 35:5            | Stensättning   |              | Vårkumla, Västergötland |             | 58.080485, 13.613035 | 10209300350005 | Ladda upp en bild av detta fornminne      |
| Vårkumla 39:1            | Stensättning   |              | Vårkumla, Västergötland |             | 58.065214, 13.573761 | 10209300390001 | Ladda upp en bild av detta fornminne      |
| Vårkumla 39:2            | Stensättning   |              | Vårkumla, Västergötland |             | 58.065392, 13.573777 | 10209300390002 | Ladda upp en bild av detta fornminne      |
| Vårkumla 40:1            | Stensättning   |              | Vårkumla, Västergötland |             | 58.064844, 13.571085 | 10209300400001 | Ladda upp en bild av detta fornminne      |
| Vårkumla 41:1            | Stensättning   |              | Vårkumla, Västergötland |             | 58.065718, 13.576676 | 10209300410001 | Ladda upp en bild av detta fornminne      |
| Vårkumla 41:2            | Stensättning   |              | Vårkumla, Västergötland |             | 58.065497, 13.576676 | 10209300410002 | Ladda upp en bild av detta fornminne      |
| Vårkumla 43:1            | Stensättning   |              | Vårkumla, Västergötland |             | 58.067291, 13.591390 | 10209300430001 | Ladda upp en bild av detta fornminne      |
| Vårkumla 43:2            | Stensättning   |              | Vårkumla, Västergötland |             | 58.067508, 13.591472 | 10209300430002 | Ladda upp en bild av detta fornminne      |
| Vårkumla 43:3            | Stensättning   |              | Vårkumla, Västergötland |             | 58.067571, 13.591312 | 10209300430003 | Ladda upp en bild av detta fornminne      |
| Vårkumla 43:4            | Stensättning   |              | Vårkumla, Västergötland |             | 58.067783, 13.591185 | 10209300430004 | Ladda upp en bild av detta fornminne      |
| Vårkumla 44:1            | Stensättning   |              | Vårkumla, Västergötland |             | 58.072448, 13.595577 | 10209300440001 | Ladda upp en bild av detta fornminne      |
| Vårkumla 44:2            | Stensättning   |              | Vårkumla, Västergötland |             | 58.072890, 13.595591 | 10209300440002 | Ladda upp en bild av detta fornminne      |
| Vårkumla 45:1            | Stenkammargrav |              | Vårkumla, Västergötland |             | 58.086162, 13.622205 | 10209300450001 | Ladda upp en bild av detta fornminne      |
| Vårkumla 49:1            | Stensättning   |              | Vårkumla, Västergötland |             | 58.071539, 13.593245 | 10209300490001 | Ladda upp en bild av detta fornminne      |
| Vårkumla 52:1            | Stensättning   |              | Vårkumla, Västergötland |             | 58.067496, 13.563990 | 10209300520001 | Ladda upp en bild av detta fornminne      |
| Vårkumla 53:1            | Hällristning   |              | Vårkumla, Västergötland |             | 58.070541, 13.569609 | 10209300530001 | Ladda upp en bild av detta fornminne      |
| Vårkumla 58:1            | Stensättning   |              | Vårkumla, Västergötland |             | 58.069300, 13.550918 | 10209300580001 | Ladda upp en bild av detta fornminne      |
| Vårkumla 58:2            | Stensättning   |              | Vårkumla, Västergötland |             | 58.069329, 13.551133 | 10209300580002 | Ladda upp en bild av detta fornminne      |
| Vårkumla 59:1            | Hällristning   |              | Vårkumla, Västergötland |             | 58.079891, 13.610743 | 10209300590001 | Ladda upp en bild av detta fornminne      |
| Vårkumla 65:1            | Stensättning   |              | Vårkumla, Västergötland |             | 58.070699, 13.592722 | 10209300650001 | Ladda upp en bild av detta fornminne      |
| Vårkumla 66:2            | Stensättning   |              | Vårkumla, Västergötland |             | 58.068373, 13.591373 | 10209300660002 | Ladda upp en bild av detta fornminne      |
| Vårkumla 66:4            | Stensättning   |              | Vårkumla, Västergötland |             | 58.068919, 13.591150 | 10209300660004 | Ladda upp en bild av detta fornminne      |
| Vårkumla 66:5            | Stensättning   |              | Vårkumla, Västergötland |             | 58.069166, 13.591525 | 10209300660005 | Ladda upp en bild av detta fornminne      |
| Vårkumla 70              | Runristning    |              | Vårkumla, Västergötland |             | 58.073361, 13.559302 | 12000000030209 | Ladda upp en till bild av detta fornminne |
| Solhögen (Slöta 21:1)    | Röse           |              | Vårkumla, Västergötland |             | 58.084694, 13.626917 | 10203200210001 | Ladda upp en bild av detta fornminne      |